# Česká hra roku
Česká hra roku je každoroční ocenění nejlepších českých her uplynulého roku. Ocenění založila společnost SleepTeam a sdružení České hry ho poprvé udílelo v roce 2011, za tituly vydané roku 2010. První ročníky udílení cen Česká hra roku probíhaly v Třeboni, u příležitosti festivalu Anifilm, od roku 2017 se akce koná v Praze. Od roku 2021 organizuje cenu spolek Česká hra roku v pražském studiu herního magazínu Indian, spolu s dalšími partnery.

## 2010
Hry z roku 2010 byly oceněny při konání prvního ročníku 7. května 2011 v Třeboni, u příležitosti festivalu Anifilm v Divadle J.K.Tyla.
- Nejlepší český herní titul v českém jazyce – Mafia II.
- Nejlepší český umělecký počin v herní tvorbě – Samurai II: Vengeance.
- Nejlepší český herní titul pro mobilní přístroje – Samurai II: Vengeance.

## 2011
Druhý ročník se konal v třeboňském Divadle J.K.Tyla 3. května 2012. Nominovány byly české nezávislé tituly dokončené v roce 2011. Předseda sdružení české hry, Pavel Barák komentoval tento ročník: „Titul České hry roku získávají autoři těch nejlepších nezávislých her, které u nás vznikly. Tato prestižní cena je oceněním jejich výjimečné práce, která má obrovský přínos pro celou domácí scénu a popularizuje herní tvorby jako takovou.“
- Nejlepší český herní titul v českém jazyce – Family Farm.
- Nejlepší český umělecký počin v herní tvorbě – Infinitum.
- Nejlepší český herní titul pro mobilní přístroje – Shadowgun.

## 2012
Tento ročník se konal v třeboňském Divadle J.K.Tyla 3. května 2013.
- Umělecký přínos české herní tvorbě – Botanicula.
- Technický přínos české herní tvorbě – Dead Trigger a Shadowgun: Deadzone.

Dalšími nominovanými byly v kategorii Technický přínos české herní tvorbě Miner Wars 2081, Euro Truck Simulator 2 a Scania Truck Driving Simulator. V kategorii Umělecký přínos české herní tvorbě byli nominováni Good Folks, Northmark: Hour of the Wolf a Coral City.

## 2013
Čtvrtý ročník se konal 10. května 2014 v třeboňské Městské hale Roháč. Sdružení České Hry v dubnu 2014 spustilo nové webové stránky, na kterých oznámilo nominace.
- Umělecký přínos české herní tvorbě – Lums
- Technický přínos české herní tvorbě – ArmA 3[7]

Dalšími nominovanými v kategorii Technický přínos české herní tvorbě byly Space Engineers a Dead Trigger 2. V kategorii Umělecký přínos české herní tvorbě získali nominace Reaper – Tale of a Pale Swordsman, Mimpi a Hero of Many.

## 2014
Pátý ročník se konal v třeboňském Divadle J.K.Tyla 8. května 2015, přičemž ocenění byla udělována ve čtyřech kategoriích.
- Nejpřínosnější debut v české herní tvorbě – Coraabia
- umělecký přínos české herní tvorbě – Dex
- technický přínos – Medieval Engineers
- konceptuální přínos – Monzo

## 2015
Šestý ročník proběhl v třeboňském Divadle J.K.Tyla 6. května 2016.
- Nejlepší debut v české herní tvorbě – Československo 38-89: Atentát
- umělecký přínos české herní tvorbě – Rememoried
- technický přínos – Factorio
- konceptuální přínos – Factorio

## 2016
Sedmý ročník proběhl 10. února 2017. Soutěž se osamostatnila od festivalu Anifilm a je poprvé pořádána v Praze, v Divadle Bez zábradlí.
- Česká hra roku – Samorost 3
- herní design – Chameleon Run
- technologické řešení – American Truck Simulator
- vizuální zpracování – Dark Train
- příběh – Brány Skeldalu: 7 mágů

audio – Samorost 3
- mobilní hra roku – Chameleon Run
- největší naděje – WarFriends
- síň slávy – František Fuka, Tomáš Rylek a Miroslav Fídler

## 2017
Osmý ročník proběhl 27. května 2018 znovu v pražském Divadle Bez zábradlí.
- Česká hra roku – Attentat 1942
- herní design – Mashinky
- technologické řešení – Shadowgun Legends
- vizuální zpracování – Under Leaves
- příběh – Attentat 1942
- audio – Blue Effect
- mobilní hra roku – WarFriends
- největší naděje – Mashinky
- síň slávy – Martin Klíma

## 2018
Devátý ročník proběhl 6. dubna 2019 v pražském divadle Image.
- Česká hra roku – Beat Saber
- herní design – Kingdom Come: Deliverance
- technologické řešení – Kingdom Come: Deliverance
- audiovizuální zpracování – Chuchel
- síň slávy – Eduard Smutný a Tomáš Smutný[11]

## 2019
Kvůli pandemii covidu-19 bylo ocenění předáno opožděně v divadle Image až 28. září 2020, moderátorkou byla Iva Pazderková.
- Česká hra roku – Pilgrims
- herní design – Monolisk
- technologické řešení – Ylands
- audiovizuální zpracování – Feudal Alloy
- síň slávy – Andrej Anastasov[13]

## 2020
Hry z roku 2020 byly oceněny během online streamu 8. prosince 2021 v pražském studiu herního magazínu Indian.
- Česká hra roku – Creaks
- herní design – Someday You'll Return
- technologické řešení – Mafia: Definitive Edition
- audiovizuální zpracování – Creaks
- síň slávy – Lukáš Ladra

## 2021
Hry z roku 2021 byly oceněny 6. prosince 2022 během živého přenosu znovu ve studiu magazínu Indian.
- Česká hra roku – Svoboda 1945: Liberation
- herní design – Hobo: Tough Life
- technologické řešení – Nebuchadnezzar
- audiovizuální zpracování – Happy Game
- síň slávy – Marek Španěl

## 2022
V roce 2022 cena nebyla z finančních důvodů organizována, hry z let 2022–23 byly oceněny v rámci duálního ročníku příští rok.
- Česká hra roku – 1428: Shadows over Silesia
- herní design – Krycí jména
- audiovizuální zpracování – Afterglitch
- cena hráčů – Polda 7
- síň slávy – Jan Jirkovský

## 2023
Ocenění za rok 2023 byla vyhlašována v rámci duálního ročníku společně s předešlým rokem. Výsledky byly vyhlášeny 10. prosince 2024 opět ve studiu magazínu Indian.
- Česká hra roku – Last Train Home
- herní design – Hrot
- audiovizuální zpracování – Bzzzt
- cena hráčů – Last Train Home